# Yamamoto Jōtarō

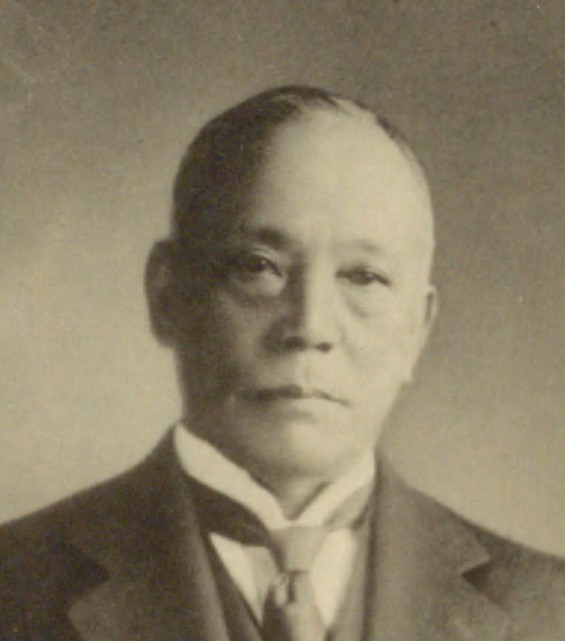
Yamamoto Jōtarō

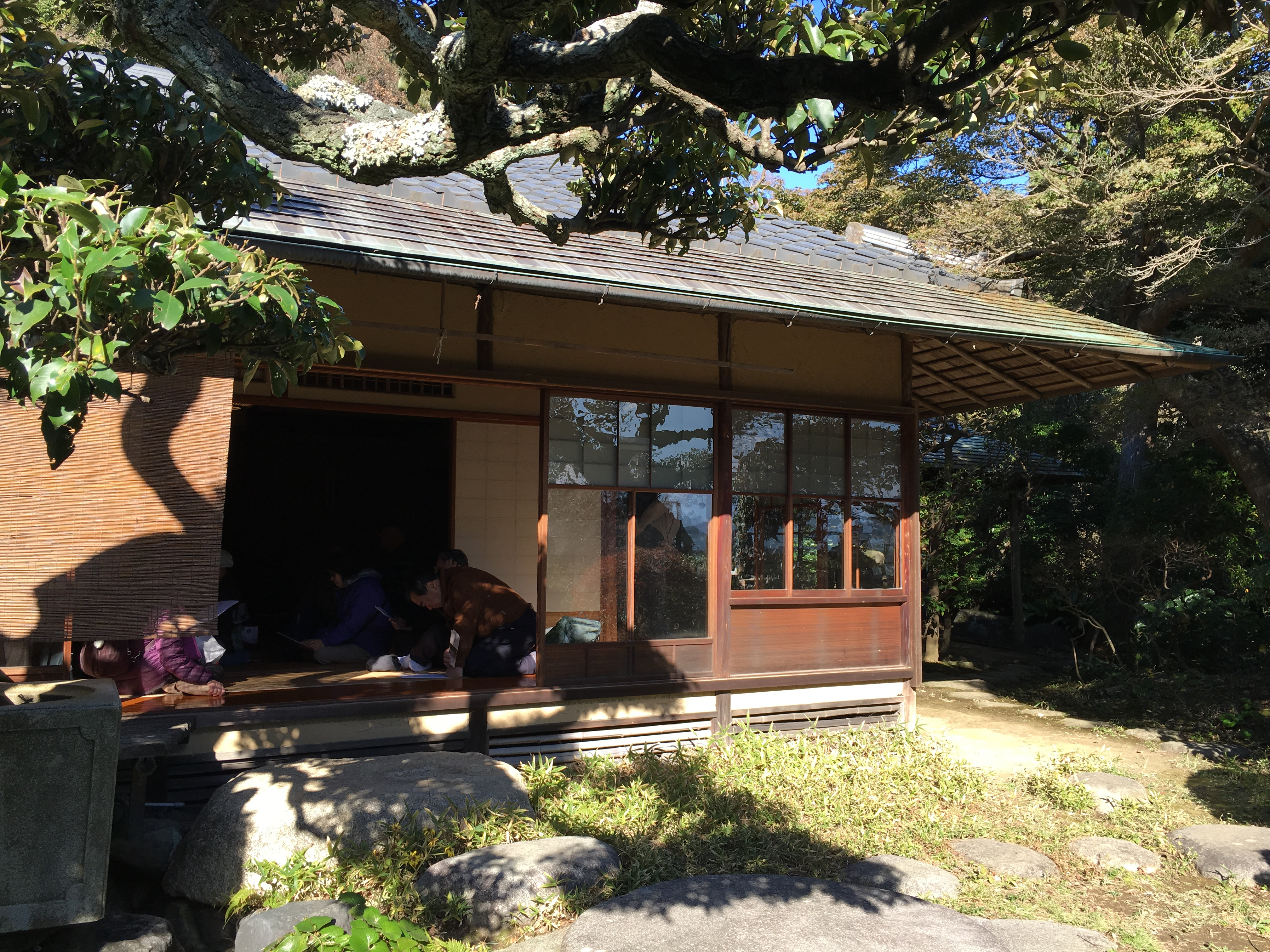
Wochendhaus in Kamakura

Yamamoto Jōtarō (japanisch 山本 条太郎; geboren 6. November 1867 in Fukui, damals Provinz Echizen, heute Präfektur Fukui; gestorben 25. März 1936) war ein japanischer Unternehmer und Politiker in der Meiji-, Taishō- und beginnenden Shōwa-Zeit.

## Leben und Wirken
Yamamoto Jōtarō wurde als Samurai des Fukui-han geboren. Er trat 1882 in das Unternehmen Mitsui Bussan ein und wurde für den Handel mit China verantwortlich. 1901 wurde er Leiter der Niederlassung in Shanghai und gründete dort ein Weberei-Unternehmen. 1908 wurde er zum Hauptgeschäftsführer befördert. Er unterstützte die China-Politik der Regierung, zum Beispiel als es darum ging, auf die Bitte von Sun Yat-sen, einen Kredit in Höhe von 3 Millionen Yen bereitzustellen. Er verließ das Mitsui jedoch, nachdem er in den Siemens-Skandal (1914) verwickelt war. Er war dann unter anderem Direktor der japanisch-chinesischen Gesellschaft Nichika Gakkai (日華学会) sowie Direktor von Nihon Kayaku (日本火薬), Daidō Denryoku (大同電力) und Daidō hiryō (大同肥料).
1920 wurde Yamamoto im 1. Wahlkreis Fukui in das Unterhaus des Reichstags gewählt. 1927 wurde er Generalsekretär der politischen Partei Seiyūkai und beteiligte sich der Konferenz Tōhō Kaigi. Er wurde dann Präsident der Mandschurischen Staatsbahn, für die er sich sehr einsetzte. Mit dem Machthaber Zhang Zuolin vereinbarte er den Bau der Mandschu-Mongolischen Eisenbahn. Die Pläne wurden nach Zhangs Bombentod 1928 nicht weitergeführt.
Nach dem Rücktritt von Tanaka Giichi 1929 trat Yamamoto als Präsident der Mandschurischen Staatsbahn zurück und setzte sich für ein Kabinett der nationalen Einheit ein. 1935 wurde er auf kaiserliche Anordnung in das Oberhaus ernannt. Er starb bereits ein Jahr später und wurde auf dem Friedhof Tama bestattet.